# Polymerus brevis
Polymerus brevis är en insektsart som beskrevs av Knight 1925. Polymerus brevis ingår i släktet Polymerus och familjen ängsskinnbaggar. Inga underarter finns listade i Catalogue of Life.